# Včelnička

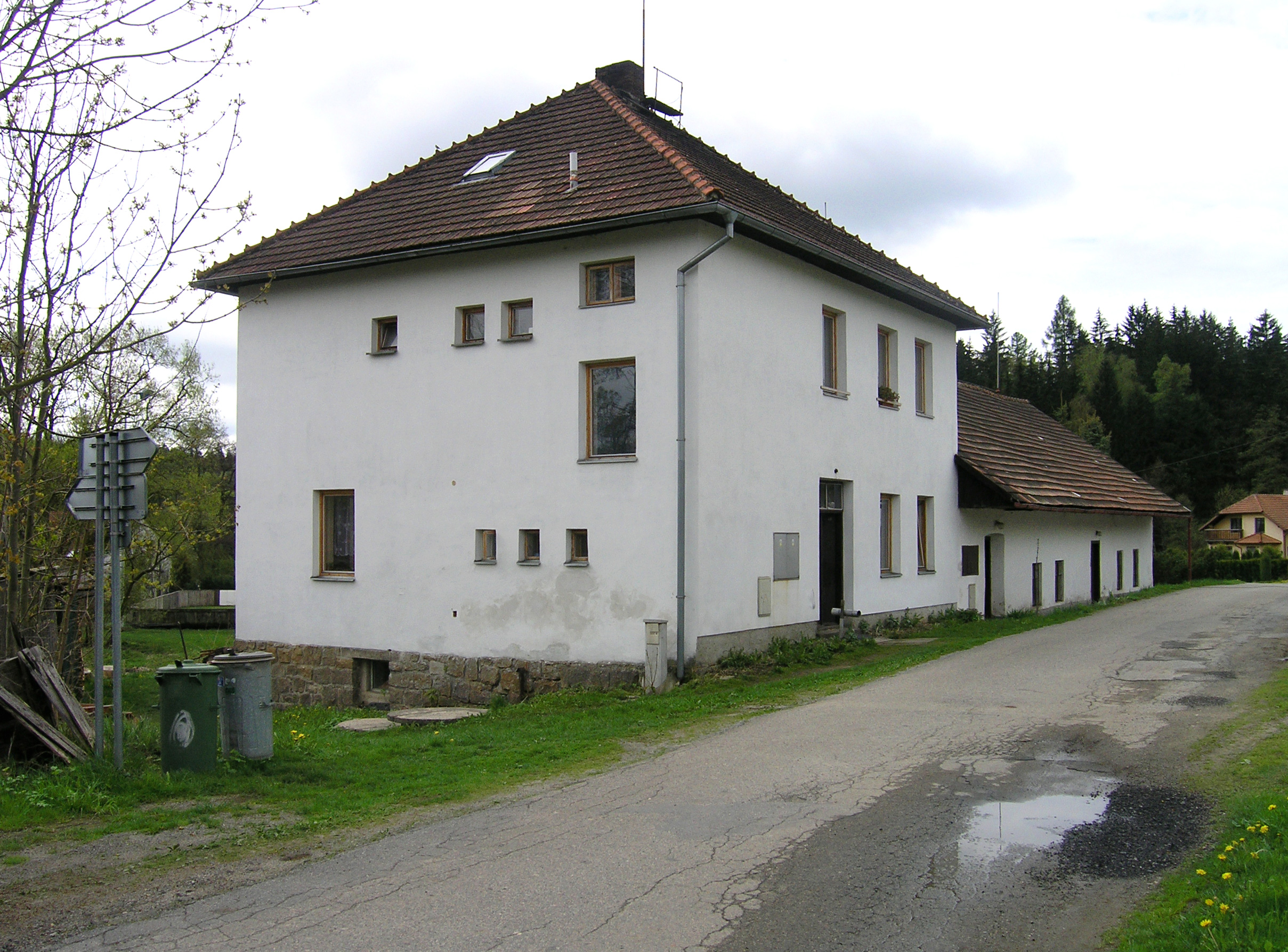
Včelnička

Včelnička (deutsch Bienenthal, auch Bienental) ist eine Gemeinde in Tschechien. Sie liegt 19 Kilometer südwestlich von Pelhřimov und gehört zum Okres Pelhřimov.

## Geographie
Včelnička erstreckt sich im Tal des gleichnamigen Baches Včelnička an der Einmündung des Bohdalínský potok in der Böhmisch-Mährischen Höhe. Nördlich erhebt sich der 615 m hohe Padronov, an dessen Fuß der Teich Sýkorák liegt. Die Schmalspurbahnstrecke Jindřichův Hradec–Obrataň führt durch Včelnička, wo sich auch eine Bahnstation befindet.
Nachbarorte sind Nová Ves im Norden, Dráchov im Nordosten, Kamenice nad Lipou im Osten, Březí, Gabrielka, Kalich und Kutlov im Südosten, Vlčetínec und Dívčí Kopy im Süden, Starý Bozděchov und Bukovka im Südwesten, Betlém und Bohdalín im Westen sowie Benešov im Nordwesten.

## Geschichte
Erstmals urkundlich erwähnt wurde das Dorf im Jahre 1379 als Teil der im Besitz der Rosenberger befindlichen Burgherrschaft Choustník.
Nach einer im Jahre 1991 von Studenten erstellten Ortschronik soll im Ort seit 1310 eine Feste gestanden sein, deren weitere Besitzer auch benannt werden. Die Ersteller unterließen jedoch bei ihrer Arbeit im Bezirksarchiv Pelhřimov jegliche Quellenangaben, so dass die damaligen Erkenntnisse nicht als gesichert gelten. Im Jahre 2002 angestellte Nachforschungen blieben ohne Erfolg. Am 20. April 1467 wurde der Ort niedergebrannt, die näheren Umstände hierzu sind nicht bekannt. 1620 setzte in dem damals zur Herrschaft Černovice gehörigen Dorf die Rekatholisierung ein.
1869 lebten in Včelnička 380 Einwohner und 1900 waren es 573. Seitdem ist die Einwohnerzahl stark rückläufig. 1906 wurde die Schmalspurbahn von Obrataň nach Jindřichův Hradec eingeweiht. Im Dorf befindet sich eine Glashütte.

## Gemeindegliederung
Für die Gemeinde Včelnička sind keine Ortsteile ausgewiesen.

## Sehenswürdigkeiten
- Schmalspurbahn Obrataň – Jindřichův Hradec, Technisches Denkmal
- Statue des Hl. Johannes von Nepomuk

## Bilder

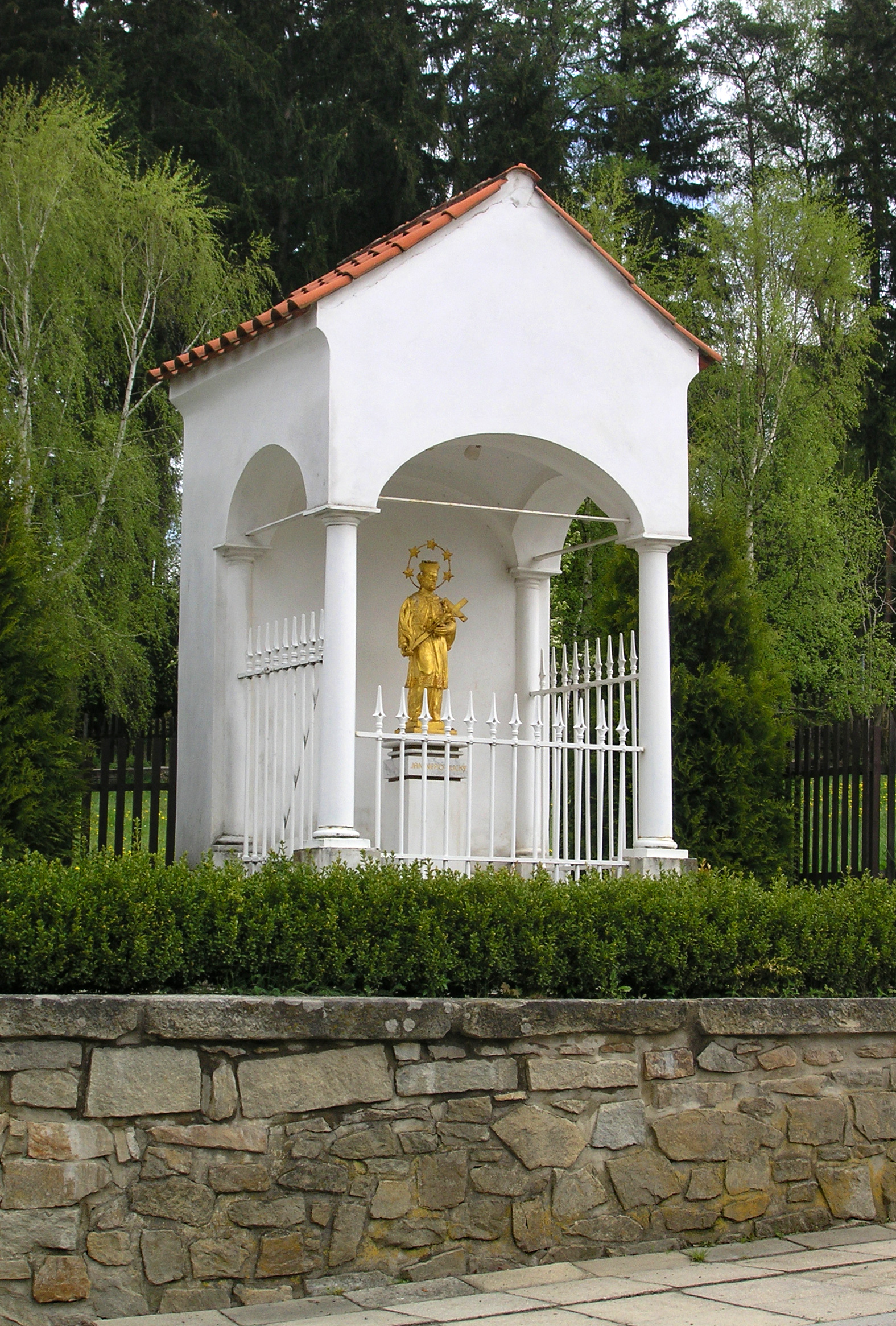
Hl. Johannes von Nepomuk
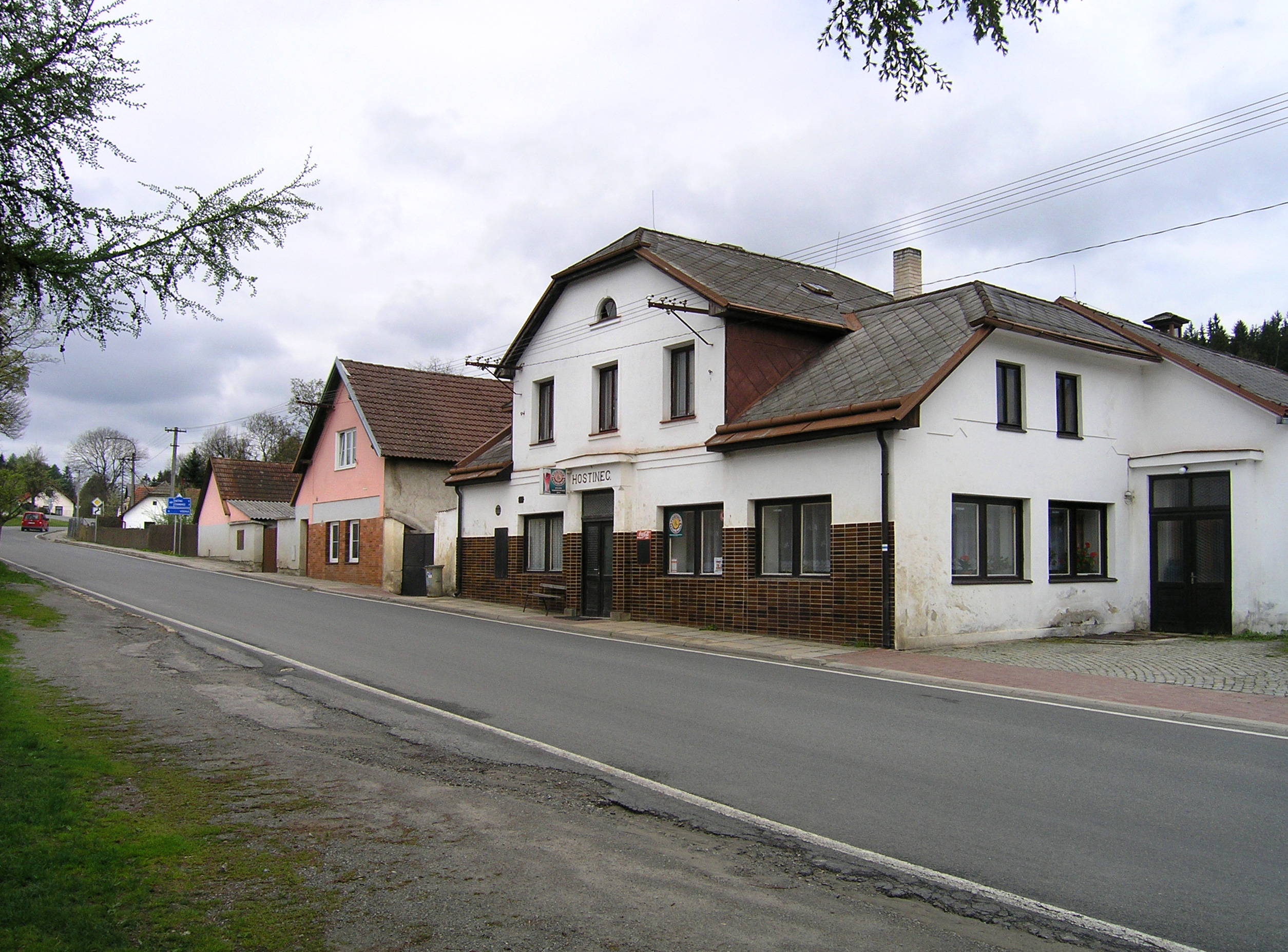
Die Gaststätte